# 北京市通州区新城中心区建设管理委员会
39°53′32″N 116°41′48″E / 39.89236°N 116.69679°E
北京市通州区新城中心区建设管理委员会是北京市通州区人民政府的一个部门。

## 领导
2021年2月，本机构的领导为：
- 林正航：党组书记、主任。工作分工：负责本单位党、政全面工作
- 李士龙：党组成员、副主任。工作分工：负责协调各相关单位落实新城开发建设的有关工作，对新城开发基础设施建设实施全过程管理与监督，负责机关财务、食堂管理工作，完成党组交办的其他临时性工作
- 张逢：党组成员、副主任。工作分工：分管办公室和招商工作
- 任艳霞：党组成员、副主任。工作分工：分管综合科和党建工作

## 机构设置
2021年2月，本机构下设：
- 规划科
- 新城建设服务中心
- 开发建设科
- 综合科
- 办公室